# Gauscelin de Jean
Gauscelin de Jean (zm. 3 sierpnia 1348 w Awinionie) – francuski kardynał. Krewny papieża Jana XXII (1316–1334).
Pochodził z Cahors. Nominację kardynalską uzyskał od swojego wuja na konsystorzu 18 grudnia 1316 roku, otrzymując tytułu prezbitera SS. Marcellino e Pietro. W latach 1316–1319 sprawował funkcję wicekanclerza Kancelarii Apostolskiej. W 1317 razem z kardynałem Luca Fieschi był legatem papieskim na Wyspach Brytyjskich, gdzie bezskutecznie próbował doprowadzić do pokoju między Anglią i Szkocją. W Szkocji obaj legaci zostali nawet przejściowo aresztowani, w rezultacie czego papież obłożył Szkocję interdyktem i otwarcie opowiedział się po stronie Anglii. W 1319 roku z dużo większym powodzeniem mediował między królem Francji i hrabią Flandrii, doprowadzając do zakończenia 20-letniego konfliktu między nimi.
18 grudnia 1327 został promowany do rangi biskupa diecezji suburbikarnej Albano. Objął też stanowisko wielkiego penitencjariusza. Uczestniczył w konklawe 1334 i konklawe 1342. Archidiakon Northampton (od 1317), Carpentras (od 1337) i Aix-en-Provence. Brał udział w rozstrzyganiu sporu wewnątrz zakonu franciszkańskiego dotyczącego ubóstwa Chrystusa i Apostołów. Zmarł w Awinionie.